# Argentino (mitología)
Argentino (latín: Argentinus), en la mitología romana, era una deidad menor que presidía la acuñación de la moneda de plata y velaba por los comerciantes. Era hijo de Aes (o Esculano).